# Đường mòn Inca đến Machu Picchu

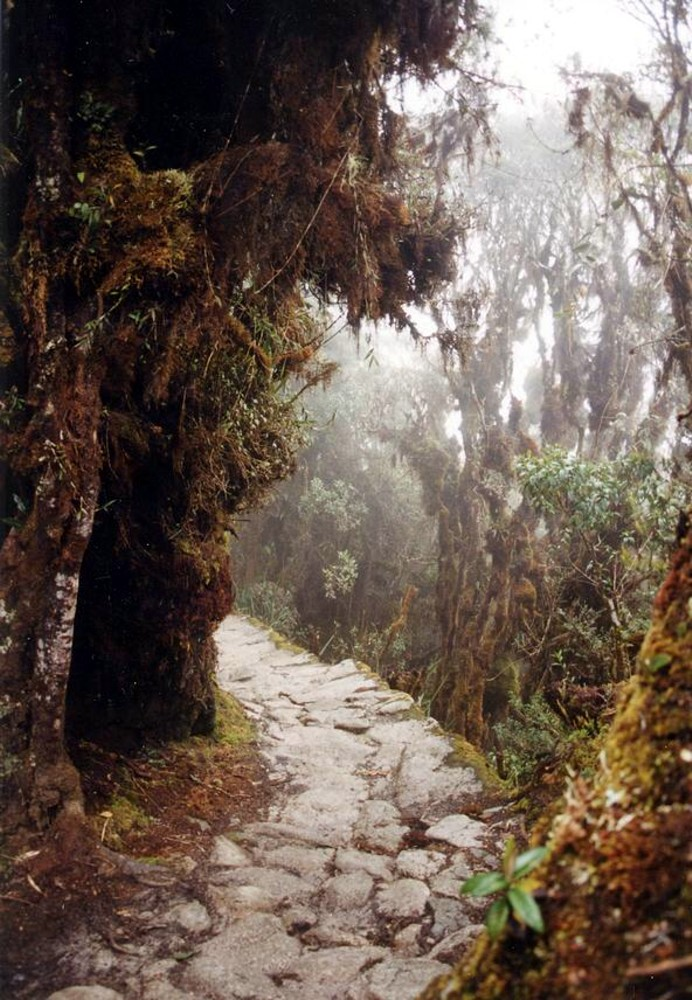
Phần lớn con đường này được xây dựng từ thời Inca

Đường mòn Inca đến Machu Picchu (còn được gọi là Camino Inca hoặc Camino Inka) là một lối mòn đi bộ đường dài ở Peru kết thúc tại Machu Picchu. Nó bao gồm ba đường mòn chồng chéo: Mollepata, Classic và One day. Mollepata là tuyến dài nhất trong ba tuyến đường và giao cắt với đường Cổ Điển trước khi băng qua một ngọn núi có tên là Warmi Wañusqa ("người phụ nữ đã chết"). Nằm trong dãy núi Andes, đường mòn đi qua một số môi trường khác nhau thuộc khu vực Andes bao gồm rừng sương mù, lãnh nguyên và các ngọn núi cao. Các tòa nhà, đường hầm và nhiều di tích Inca khác nằm dọc theo con đường mòn trước khi kết thúc ở điểm cuối là Cổng Mặt Trời trên núi Machu Picchu. Có một số tuyến đường cao tới độ cao vượt quá 4.200 mét (13.800ft) so với mực nước biển, điều này có thể dẫn đến say độ cao.
Mối lo ngại về việc di chuyển nhiều với số lượng lớn trên con đường mòn có thể dẫn đến tình trạng xói mòn đã khiến chính phủ Peru phải đặt giới hạn về số người có thể đi theo đường mòn này mỗi mùa cùng với việc hạn chế các công ty bán vé ít hơn. Do đó,bạn cần đặt vé trước vài tháng hoặc vài ngày. Tối đa mỗi ngày là 500 người được phép đi trên con đường mỗi ngày trong đó chỉ có 200 người là người đi bộ còn phần còn lại là người hướng dẫn du lịch hoặc người khuân vác. Kết quả là vé hết rất nhanh vào mùa cao điểm.
Con đường thường được đóng cửa vào mỗi tháng 2 để dọn dẹp. Điều này ban đầu không được thực hiện chính thức bởi South American Explorers  nhưng hiện tại nó đang được thực hiện. 

## Đường Cổ Điển

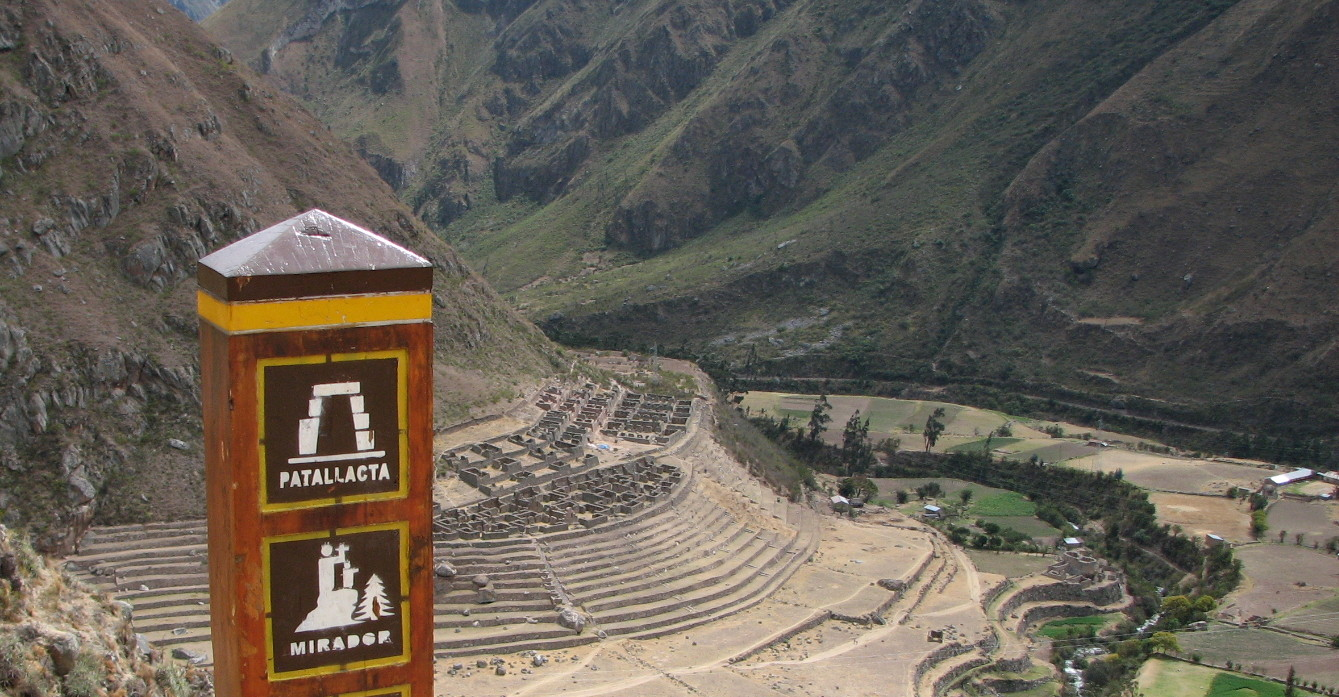
Patallacta nhìn từ phía trên

Khách đi bộ đường trường thường mất bốn hoặc năm ngày để hoàn thành "Đường mòn Inca Classic" nhưng chuyến đi kéo dài hai ngày từ Km 104 cũng có thể hoàn thành sớm.
Nó bắt đầu từ một trong hai điểm: 88km (55 mile) or 82km (51 mile) từ Cusco bên sông Urubamba khoảng 2.800 mét (9.200 ft) hay 2.600 mét (8.500 ft) altitude, respectively.
Cả hai đoạn đường mòn này đều gặp nhau ở phía trên tàn tích Inca  Patallaqta (đôi khi gọi là Llaqtapata), một địa điểm được sử dụng cho các chức năng tôn giáo và nghi lễ, sản xuất cây trồng và nhà ở cho binh sĩ từ địa điểm trên đỉnh đồi gần đó Willkaraqay, một địa điểm tiền Inca cổ đại đầu tiên có khoảng 500 TCN.
Đường mòn nhấp nhô, nhưng tổng thể đi dọc theo sông Kusichaka.
Tại ngôi làng nhỏ Wayllapampa ("đồng bằng cỏ", "Wayllabamba") đường mòn giao cắt với "Đường mòn Mollepata" tại độ cao 3000 m 
Các khu định cư nhỏ, cố định nằm liền kề với đường mòn, và Wayllapampa có khoảng 400 cư dân (130 gia đình) trải dọc theo phần này của đường mòn. Động vật thồ hàng — ngựa, la, lừa, và lạc đà - được phép.
Tại Wayllapampa, đường mòn tới Machu Picchu quay về hướng tây và bắt đầu tăng dần dọc theo một nhánh của Kusichaka. Do những tổn thương trước đó do móng guốc gây ra, động vật đóng gói không được phép trên phần còn lại của đường mòn. Vì lý do tương tự, các cột leo núi kim loại không được phép trên đường mòn.

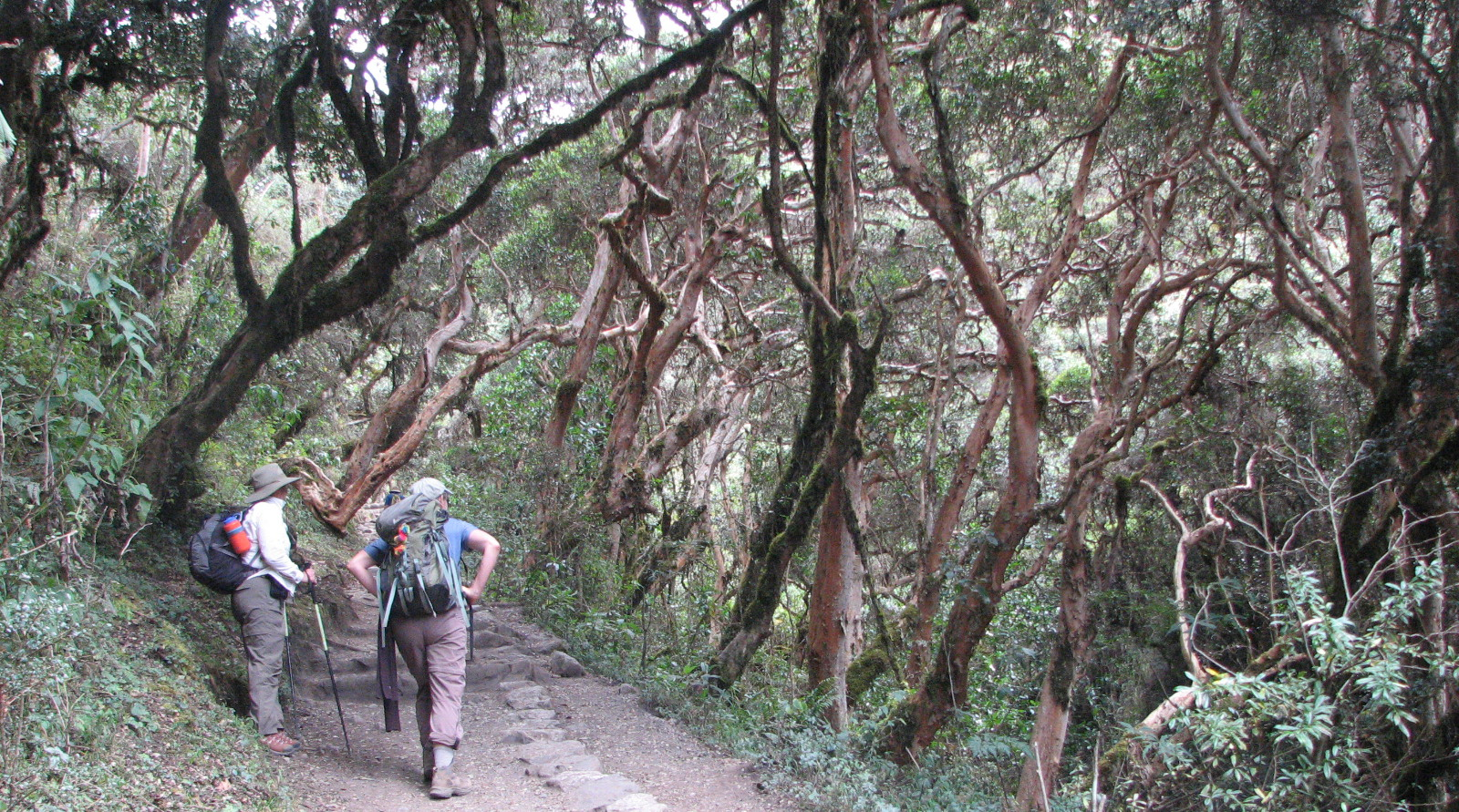
Rừng mây đường mòn Inca

Khi đường mòn tiến về phía Warmi Wañusqa, hoặc "Đèo Phụ nữ Chết", giống như một người phụ nữ nằm ngửa, nó đi qua môi trường sống khác nhau, một trong số đó là một khu rừng mây có cây Polylepis. Khu cắm trại tại Llulluch'apampa  (Llulluchapampa)  nằm trên đoạn đường mòn này tại 3800 m. Bản thân nó được nằm ở độ cao 4215 m trên mực nước biển, và là điểm cao nhất trên đường mòn "Cổ điển" này.
Sau khi vượt qua đèo, đường mòn sẽ xuôi xuống một cách dốc vào hệ thống thoát nước Pakaymayu. Ở khoảng cách 2,1 & nbsp; km và & nbsp; 600 & nbsp; m dưới đèo là khu cắm trại Pakaymayu.

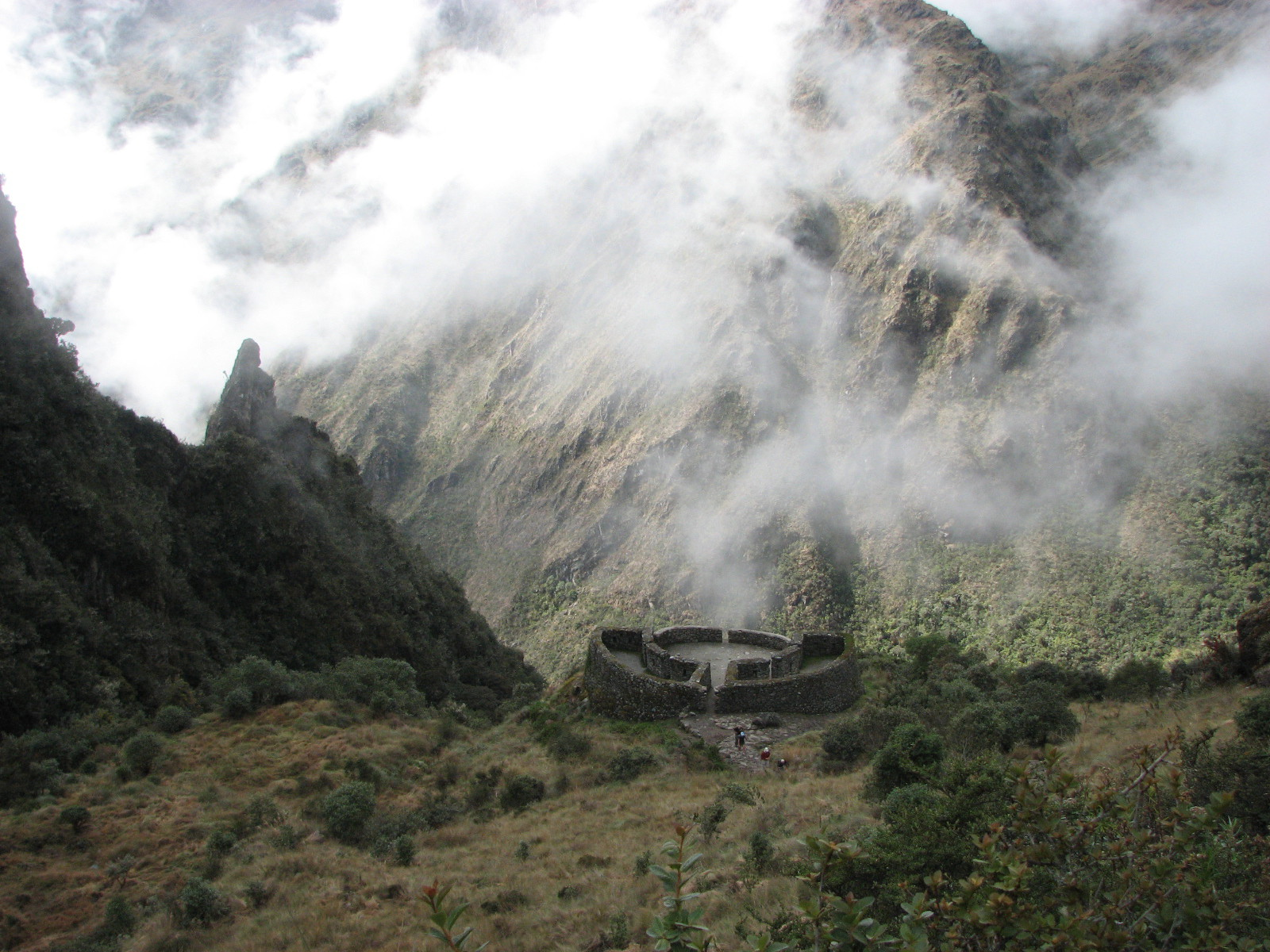
tambo Runkuraqay

Sau khi băng qua Pakaymayu, đường mòn bắt đầu dốc dần lên phía bên kia thung lũng. Một cây số dọc theo đường mòn, ở độ cao 3.750 mét (12.300ft) là Inca tampu Runkuraqay, tàn tích nhìn ra thung lũng. Địa điểm đã được phục hồi rất nhiều vào cuối những năm 1990.
Con đường tiếp tục đi lên, đi qua một hồ nhỏ có tên là Quchapata (Cochapata) trong một khu vực được công nhận là môi trường sống của hươu. Địa điểm này đã được sử dụng làm trang trại. Như với các trang web khác đã bị xuống cấp do lạm dụng, cắm trại không còn được phép. Các đường mòn đạt vượt qua ở độ cao 3950 m.
Đường mòn tiếp tục xuyên qua khu rừng mây cao, nhấp nhô, đôi khi dốc đứng trong khi tạo ra cảnh quan càng ấn tượng của núi và thả xuống. Tiếp theo, Sayaqmarka ("thị trấn dốc đứng") đạt được tiếp theo là tampu Qunchamarka. Một đường hầm Inca dài và một cảnh quan ra hai thung lũng: Urubamba và Aobamba (một từ bị hỏng), được thông qua.

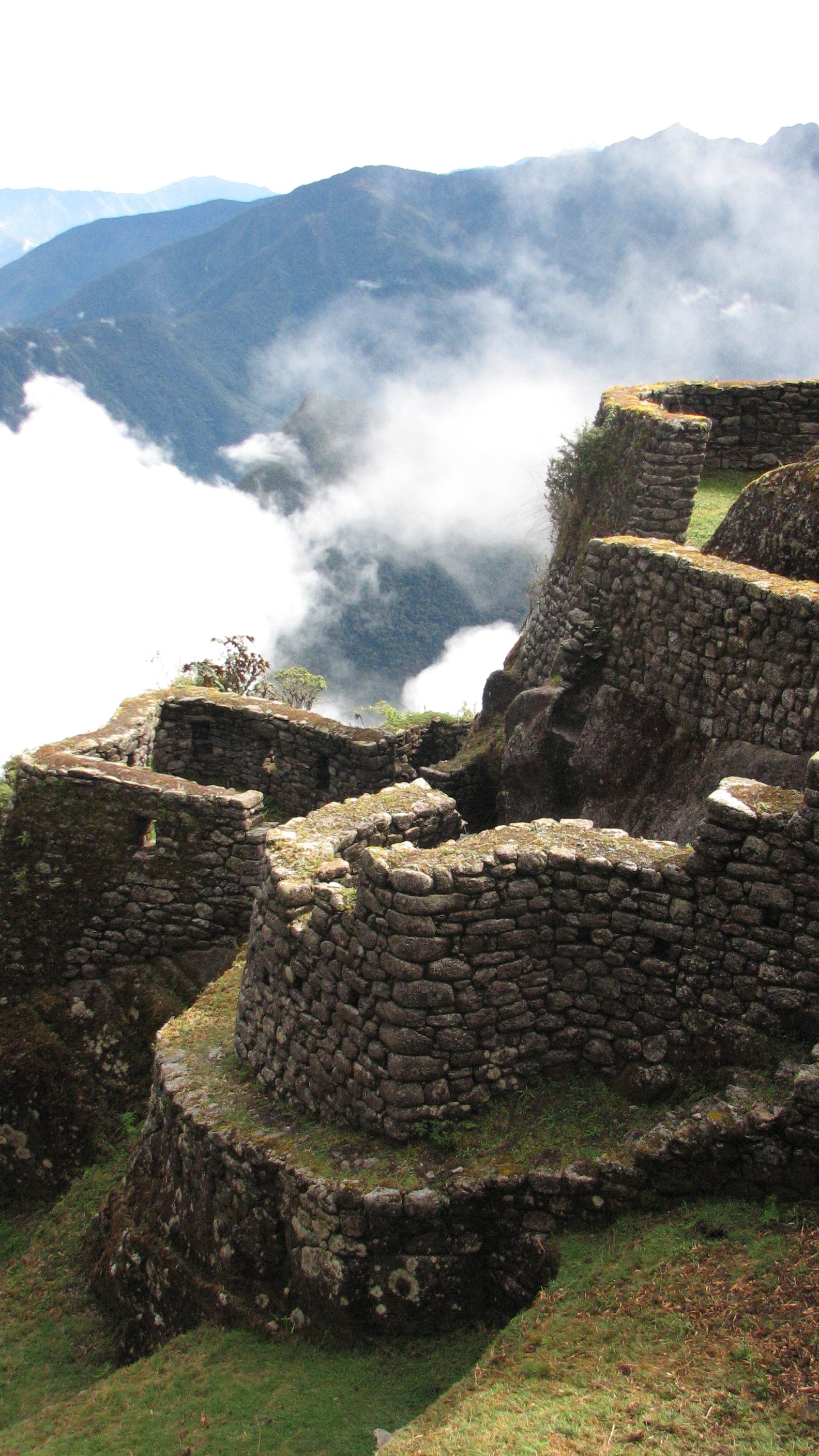
Di tích Phuyupatamarka

Một điểm cao ở độ cao 3650 m được băng qua, tiếp theo là một khu cắm trại, và sau đó sau một gốc ngắn, một khu di tích rộng lớn. Cái tên Phuyupatamarka ("thị trấn cấp đám mây") (phoo-yoo-patta-marka) được áp dụng cho cả khu cắm trại và những tàn tích.

Hiram Bingham III đã khám phá ra khu vực này, nhưng phần lớn lại bị che phủ bởi thảm thực vật. Nhóm Fejos đặt tên cho trang web và phát hiện phần còn lại. Thiết kế của các trang web chặt chẽ theo các đường nét tự nhiên, và bao gồm năm đài phun nước và một bàn thờ, có lẽ đã được sử dụng để hiến sinh llama.
Các đường mòn sau đó xuống khoảng 1000 mét bao gồm một cầu thang bất thường của khoảng 1500 bước, một số trong đó đã được khắc vào đá granit rắn. Thảm thực vật trở nên dày đặc hơn, tươi tốt, và "rừng" giống như với sự gia tăng đi kèm trong các loài bướm và chim. Đường hầm Inca thứ hai nằm dọc theo đoạn đường mòn này.

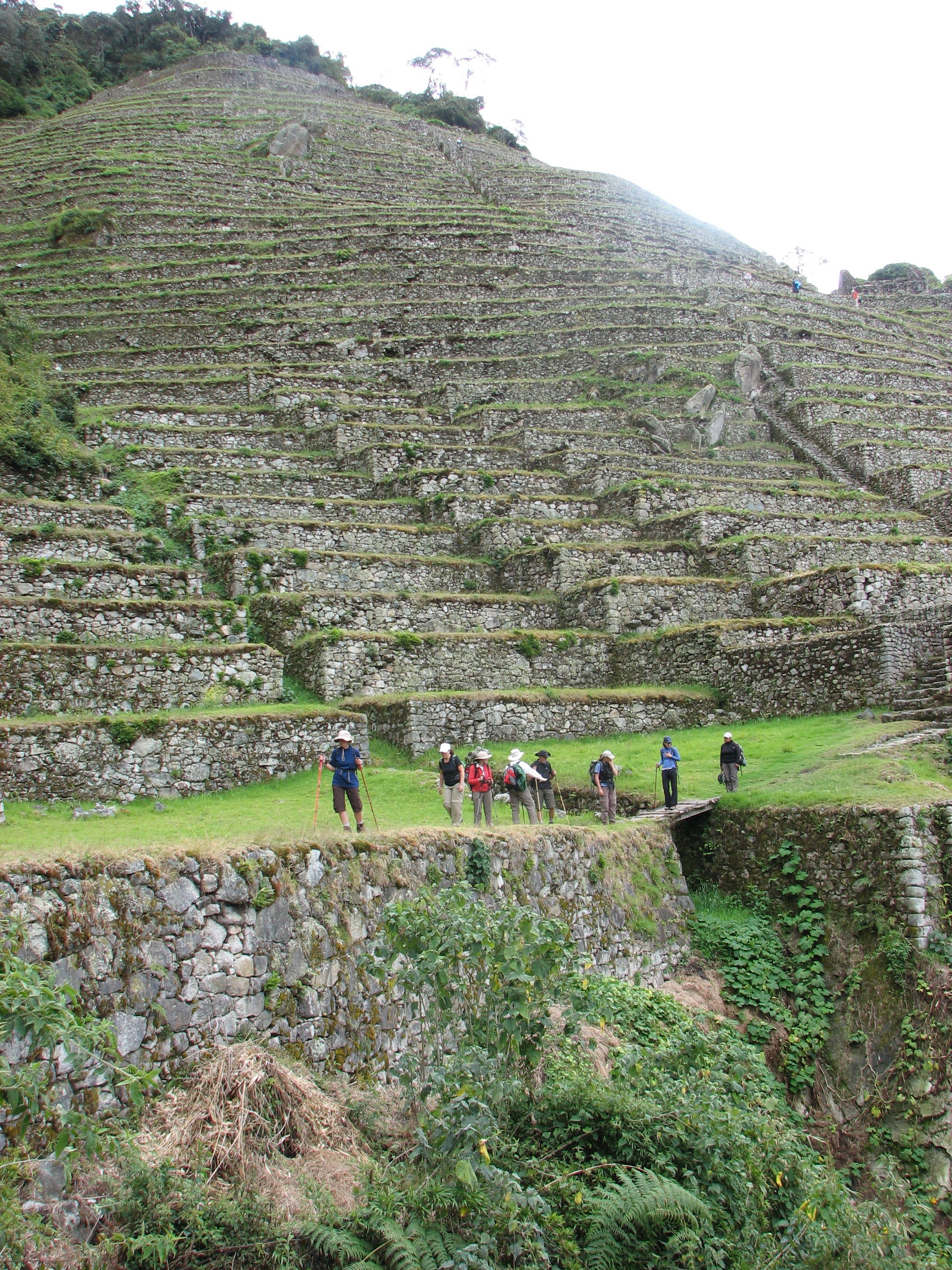
Intipata

Ngay cả trước khi đi qua các đường hầm có các cảnh quan nhìn xuống sông Willkanuta, lần đầu tiên kể từ khi rời sông tại Patallaqta. Số cảnh quan này tăng lên. Sau đường hầm, thị trấn Machupicchu (Aguas Calientes) có thể được nhìn thấy, và các chuyến tàu chạy dọc theo sông có thể được nghe thấy. Khi đường mòn gần Intipata, có thể nhìn thấy   Đường mòn Inca Hai Ngày (aka "Camino Real de los Inkas" hay "Đường mòn Inca Một Ngày").   Một đường nhỏ của đường mòn dẫn thẳng đến Wiñay Wayna, trong khi tuyến đường chính tiếp tục đi đến Intipata.
Intipata (còn gọi là Yunkapata)  là một tập hợp các sân hiên nông nghiệp rộng lớn chưa được khám phá, theo hình dạng lồi của địa hình. Khoai tây, ngô, trái cây và khoai lang được trồng ở đây.

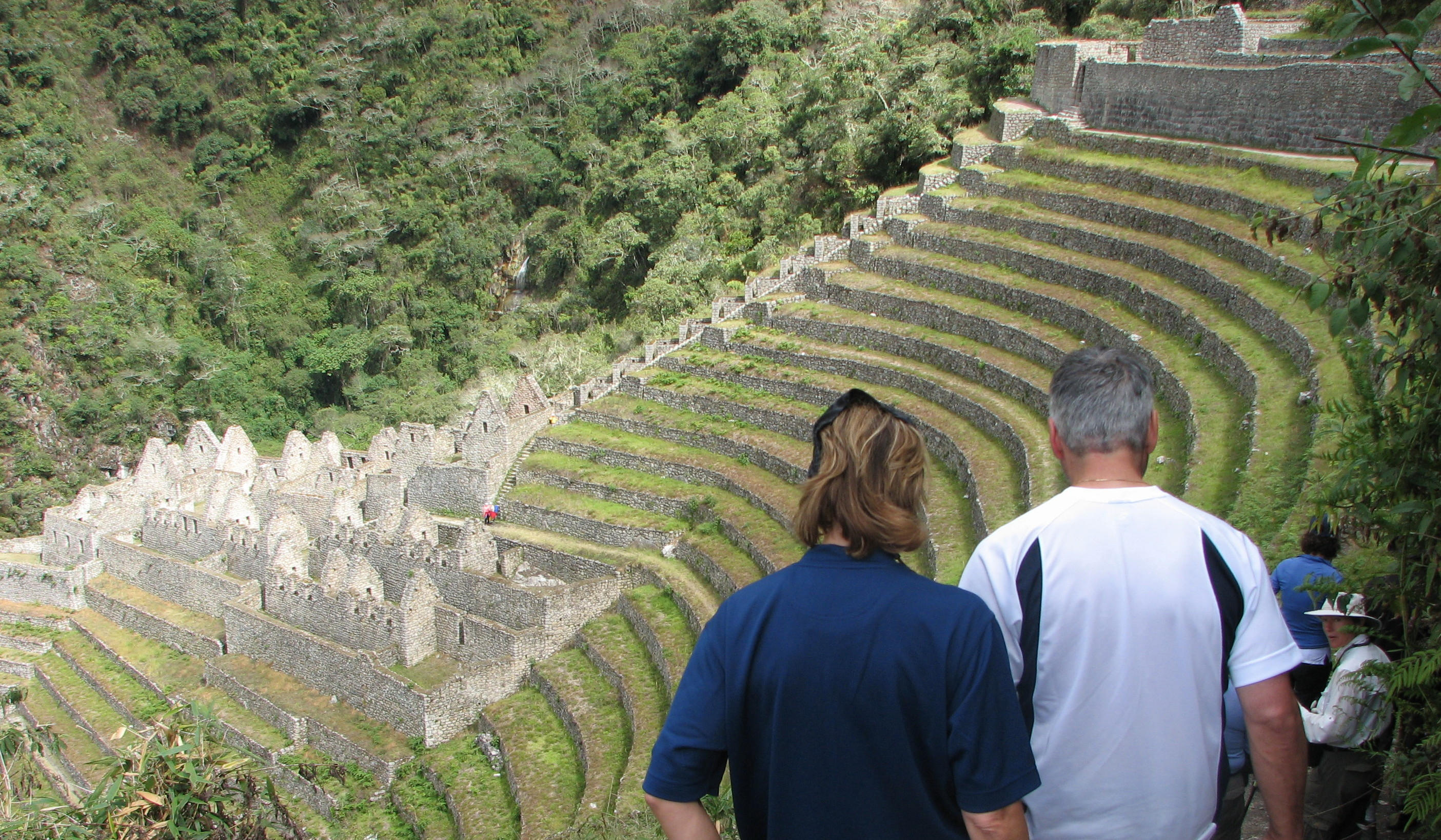
Wiñaywayna, hiển thị cấu trúc trên và dưới

Cái tên Wiñay Wayna (mãi mãi trẻ) (win-yay-way-na) được dùng để chỉ cả một nhà trọ-nhà hàng-trại và một bộ tàn tích Inca. Hai nhóm cấu trúc kiến trúc chính, một thấp hơn và trên, được đặt giữa nhiều ruộng bậc thang nông nghiệp tại khu vực sườn núi lõm này. Một chuyến bay dài của đài phun nước hoặc bồn tắm nghi lễ sử dụng đến 19 lò xo chạy giữa hai nhóm tòa nhà.
Từ Wiñay Wayna, đường mòn uốn lượn dọc theo đỉnh của sườn phía đông của ngọn núi có tên Machu Picchu. Cầu thang dốc dẫn đến Inti Punku ("cổng mặt trời") cách đó khoảng 3km. Tiếp cận đỉnh của sườn núi này cho thấy sự hùng vĩ của những tàn tích của Machu Picchu, nằm bên dưới. Đi bộ xuống dốc ngắn là phần cuối cùng của đường mòn.